# Pierre Rolland (wielrenner)
Pierre Rolland (Gien, 10 oktober 1986) is een voormalig Frans wielrenner
Hij werd in 2007 profrenner bij Crédit Agricole, nadat hij aan het einde van het vorige seizoen al stage liep bij die ploeg. In zijn jaren bij die ploeg boekte Rolland drie overwinningen in kleinere wedstrijden en won hij het bergklassement in de Dauphiné Libére van 2008. Ook werd hij tweede in de vierde etappe van diezelfde Dauphiné Libéré, op een vrij geaccidenteerd parcours. Zijn grote doorbraak kwam in de Ronde van Frankrijk van 2011, toen hij de negentiende etappe, met aankomst op Alpe d'Huez, won. Dat jaar belandde hij op de elfde plaats in het eindklassement, in de schaduw van Team Europcars kopman Thomas Voeckler, die door een verrassend sterk optreden als vierde eindigde, en greep hij de witte trui van het jongerenklassement.

## Palmares

### Overwinningen
2006
Prix d'Armorique (Mi-Août Bretonne)
2007
1e etappe Ronde van Gabon
Jongerenklassement Ronde van Gabon
2e etappe Ronde van de Limousin
2008
Bergklassement Critérium du Dauphiné Libéré
2010
Bergklassement Internationaal Wegcriterium
4e etappe Omloop van Lotharingen
2011
19e etappe Ronde van Frankrijk
 Jongerenklassement Ronde van Frankrijk
2012
3e etappe Ster van Bessèges
11e etappe Ronde van Frankrijk
2013
4e etappe Ronde van de Sarthe
Eindklassement Ronde van de Sarthe
2015
3e etappe Ronde van Castilië en León
Eindklassement Ronde van Castilië en León
Combinatieklassement Ronde van Castilië en León
2017
17e etappe Ronde van Italië
3e etappe Route du Sud
2020
3e etappe Ronde van Savoie-Mont Blanc
Eind-, punten- en bergklassement Ronde van Savoie-Mont Blanc
2021
6e etappe Ronde van Rwanda
2022
Bergklassement Critérium du Dauphiné

### Resultaten in voornaamste wedstrijden
| Jaar | Ronde van Italië | Ronde van Frankrijk | Ronde van Spanje |
| ---- | ---------------- | ------------------- | ---------------- |
| 2007 |                  |                     |                  |
| 2008 |                  |                     |                  |
| 2009 |                  | 20e                 |                  |
| 2010 |                  | 57e                 | opgave           |
| 2011 |                  | 10e (1)             |                  |
| 2012 |                  | 8e (1)              |                  |
| 2013 |                  | 24e                 |                  |
| 2014 | 4e               | 11e                 |                  |
| 2015 |                  | 10e                 | 50e              |
| 2016 |                  | 16e                 |                  |
| 2017 | 22e (1)          | 54e                 |                  |
| 2018 |                  | 27e                 | 56e              |
| 2019 |                  |                     |                  |
| 2020 |                  | 18e                 |                  |
| 2021 |                  | 51e                 |                  |
| 2022 |                  | 69e                 |                  |

| Jaar | Luik-Bast.‑Luik | Ronde van Lombardije | Waalse Pijl | Brabantse Pijl |  | Wereldranglijsten |
| ---- | --------------- | -------------------- | ----------- | -------------- |  | ----------------- |
| 2007 |                 |                      |             | 94e            |  |                   |
| 2008 | 97e             |                      | 37e         |                |  | 130e (UPT)        |
| 2009 | 69e             |                      | 97e         | 20e            |  |                   |
| 2010 | 69e             |                      | 61e         | opgave         |  | 119e (UWK)        |
| 2011 |                 |                      |             |                |  |                   |
| 2012 | 12e             |                      |             |                |  |                   |
| 2013 | 24e             |                      |             |                |  |                   |
| 2014 | 23e             |                      | 63e         |                |  | 36e (UWT)         |
| 2015 | 84e             |                      | 14e         |                |  |                   |
| 2016 |                 |                      |             |                |  | 133e (UWT)        |
| 2017 |                 |                      |             |                |  | 133e (UWT)        |
| 2018 | 51e             |                      | 48e         |                |  | 122e (UWT)        |
| 2019 |                 | 20e                  |             |                |  | 412e (UWR)        |
| 2020 |                 |                      |             |                |  |                   |
| 2021 |                 |                      |             |                |  |                   |
| 2022 |                 |                      | 114e        |                |  |                   |

### Resultaten in kleinere rondes
| Jaar | Tour Down Under | Parijs-Nice | Tirreno-Adriatico | Ronde van Catalonië | Ronde van het Baskenland | Ronde van Romandië | Critérium du Dauphiné | Ronde van Zwitserland | Ronde van Polen |
| ---- | --------------- | ----------- | ----------------- | ------------------- | ------------------------ | ------------------ | --------------------- | --------------------- | --------------- |
| 2007 |                 |             |                   |                     |                          |                    |                       | 49e                   | opgave          |
| 2008 | 90e             | 13e         |                   |                     |                          |                    | 30e                   |                       |                 |
| 2009 |                 | 19e         |                   |                     |                          |                    | 17e                   |                       |                 |
| 2010 |                 | 66e         |                   |                     |                          |                    | 8e                    |                       |                 |
| 2011 |                 | opgave      |                   |                     |                          | 83e                | 18e                   |                       |                 |
| 2012 |                 |             |                   |                     |                          | 31e                | 21e                   |                       |                 |
| 2013 |                 |             |                   |                     |                          | 19e                | opgave                |                       |                 |
| 2014 |                 |             | 26e               | opgave              | 26e                      |                    |                       |                       |                 |
| 2015 |                 |             | opgave            | 39e                 |                          | 33e                | 25e                   |                       |                 |
| 2016 |                 | 18e         |                   |                     | 26e                      | 15e                | 10e                   |                       |                 |
| 2017 |                 | 80e         |                   | 74e                 |                          |                    |                       |                       |                 |
| 2018 |                 | 23e         |                   | opgave              |                          | 25e                | 8e                    |                       |                 |
| 2019 |                 |             |                   |                     |                          |                    | opgave                |                       |                 |
| 2020 |                 |             |                   |                     |                          |                    | 14e                   |                       |                 |
| 2021 |                 |             |                   |                     |                          |                    | 29e                   |                       |                 |
| 2022 |                 |             |                   |                     |                          |                    | 54e                   |                       |                 |

## Ploegen
2006 –  Crédit Agricole (stagiair vanaf 1 augustus)
2007 –  Crédit Agricole
2008 –  Crédit Agricole
2009 –  Bbox Bouygues Telecom
2010 –  Bbox Bouygues Telecom
2011 –  Team Europcar
2012 –  Team Europcar
2013 –  Team Europcar
2014 –  Team Europcar
2015 –  Team Europcar
2016 –  Cannondale-Drapac Pro Cycling Team 
2017 –  Cannondale Drapac Professional Cycling Team
2018 –  EF Education First-Drapac
2019 –  Vital Concept-B&B Hotels
2020 –  B&B Hotels-Vital Concept p/b KTM
2021 –  B&B Hotels p/b KTM
2022 –  B&B Hotels-KTM
1. ↑  Tot 30 juni heette de ploeg Cannondale Pro Cycling Team, maar na het aantrekken van Drapac als cosponsor werd de naam per direct veranderd.